# Dean Schneider

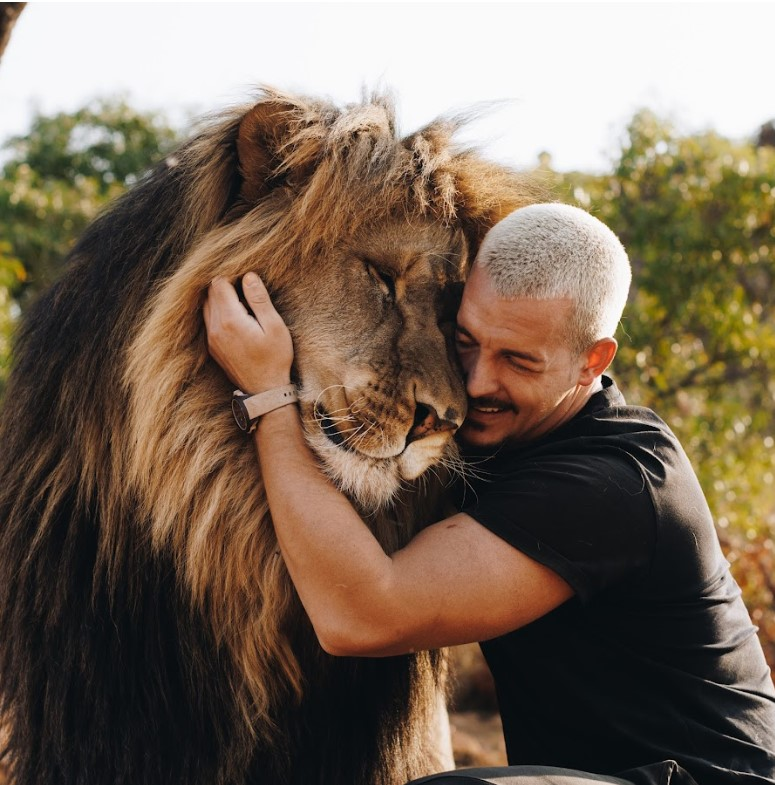

Dean Schneider (Zurigo, 3 ottobre 1992) è un imprenditore svizzero, grande appassionato di fauna selvatica, fondatore in Sudafrica del rifugio Hakuna Mipaka (in Swahili "senza limiti"). Come lui stesso ha affermato, la sua missione è quella di portare gli animali nel cuore delle persone, poiché "noi proteggiamo solamente ciò che amiamo".

## Biografia
Nato in Svizzera, dove tuttora risiede la sua famiglia, dopo gli studi ha lavorato nel settore finanziario fino al momento in cui, all'età di 24 anni ha deciso di vendere ogni suo avere per trasferirsi in Sudafrica e creare un rifugio per la fauna selvatica.
Più volte ha dichiarato la sua profonda ammirazione per Steve Irwin: "è una grande ispirazione per me. Ho imparato tantissimo sugli animali guardando i suoi video. Guardandoli e riguardandoli, anche al rallentatore, ho per esempio imparato come si catturano in maniera sicura i serpenti velenosi”. Ma non solo: “Lui mi ha mostrato che con l’amore e l’entusiasmo si può cambiare il mondo. Ecco, io vorrei continuare la sua missione”
Ogni giorno condivide sui social media video e immagini della sua vita e di quella degli animali di cui si prende cura, lavoro in cui è supportato dal suo amico e content creator Noeh.
Scopo del suo lavoro è quello di mostrare ai propri follower tutti gli aspetti della vita degli animali di cui si prende cura, per mostrarli "nel modo in cui sono, e non nel modo in cui noi vorremmo che loro fossero".
Il profilo Instagram di Dean, dove condivide quotidianamente contenuti riguardanti il suo lavoro, conta più di 10 milioni di followers.

## Animali
Tra gli animali di cui Dean si prende cura e che sono diventati anch'essi vere e proprie star del web ci sono:
- 6 leoni (3 maschi Dexter - il Re del branco, Leo e Snow, e 3 femmine Nayla, Kiara e Khaleesi);
- 4 scimmie cappuccino (I maschi Jay Jay e Momo e le femmine Aisha e Lupita);
- 2 ghepardi (Madiba e Kobe);
- 1 iena maculata (Chukie);
- 2 procioni (Kumar e Little);
- 1 Facocero (Pumba);
- 1 antilope (Dylan)

e altri animali tra cui, impala, un pitone , galline, suricati, anatre, cani e un lupo, e due cinghiali con i loro cuccioli.
Durante una vacanza in Brasile, ha salvato dalla strada una cagnolina, battezzata Larissa, che presentava numerose ferite, dopo averla fatta curare, ha programmato il suo trasferimento in Sudafrica dove vivrà con lui.